# Saxifraga florulenta
Saxifraga florulenta là một loài thực vật có hoa trong họ Saxifragaceae. Loài này được Moretti miêu tả khoa học đầu tiên năm 1823.